# Фелтон, Билли
Билли Фелтон (англ. Billy Felton; 1 августа 1900, Heworth, Тайн-энд-Уир — 22 апреля 1977, Манчестер, Большой Манчестер) — английский футболист, игравший на позиции защитника.

## Карьера

### Ранняя карьера
Фелтон родился в Хьюворте, Тайн-энд-Уир, в семье шахтёров. Среди его двоюродных братьев были Сэм Баркас («Брэдфорд Сити», «Манчестер Сити» и Англия), Томми Баркас («Галифакс Таун»), Нед Баркас («Хаддерсфилд Таун», «Бирмингем» и «Челси») и Гарри Баркас («Саут Шилдс», «Гейтсхед» и «Ливерпуль»). Работая шахтером, он играл в любительский футбол за различные угольные команды, прежде чем присоединиться к «Джарроу» в Северо-Восточной лиге.
В январе 1921 года он присоединился к своему первому клубу Футбольной лиги «Гримсби Таун», играющий в Третьем дивизионе. В сезоне 1921/1922 Гримсби присоединился к недавно сформированному Третьему Северному дивизиону, и вскоре Фелтон стал постоянным игроком основной состава. «Гримсби» завершил сезон на третьем месте, но повышение получили только чемпионы.

### «Шеффилд Уэнсдей»
В декабре 1922 года он перешёл в «Шеффилд Уэнсдей» за 1500 фунтов стерлингов. 1 января 1923 года дебютировал в ничейном матче против «Саутгемптона» (0:0). Вскоре он стал неотъемлемой частью команды и завоевал репутацию жесткого, превосходного и бескомпромиссного игрока в отборе мяча, удобно играющего как на правом, так и на левом фланге, с отличными способностями к восстановлению.
В сезоне 1923/1924 он пропустил несколько игр, а «Уэнсдей» занял восьмое место. В следующем сезоне он принял участие практически во всех матчах, пропустив всего две игры, а «Уэнсдей» снова финишировал в середине таблицы. Успех пришёл в сезоне 1925/1926, когда Фелтон сформировал пару защитников с Эрни Бленкинсопом, что помогло «Уэнсдей» завоевать титул Второго дивизиона с преимуществом в три очка над «Дерби Каунти».
Его единственный матч за национальную сборную состоялся 21 мая 1925 года в матче против Франции. В этом матче вратарь сборной Англии Фредди Фокс был вынужден покинуть поле на 75-й минуте из-за травмы головы, полученной в результате атаки Жюля Девакеза. После более ранней травмы Вивиана Гиббинса, автора первого гола англичан, Англия финишировала с девятью игроками, но сумела выиграть игру со счетом 3:2.
Попав в Первый дивизион, Фелтон уступил своё постоянное место Томми Уокеру, который был подписан из «Брэдфорд Сити» в марте 1926 года. Хотя Фелтон оставался в «Хиллсборо» на протяжении трёх сезонов в Первом дивизионе, его появления уже были нечастыми, и в марте 1929 года его отправили в «Манчестер Сити». За шесть лет в «Уэнсдей» он провёл в общей сложности 164 матча во всех соревнованиях.

### «Манчестер Сити»
Фелтон провёл три года на «Мейн Роуд» в Первом дивизионе. В сезоне 1929/1930 он был в паре с Джоном Ридли, когда «Сити» закончил сезон на третьем месте, но отстали на тринадцать очков от чемпионов, бывшего клуба Фелтона, «Шеффилд Уэнсдей».
В марте 1932 года Фелтон играл за «Манчестер Сити» в полуфинале Кубка Англии против «Арсенала». На последней минуте матча Фелтон уступил мяч нападающему «Арсенала» Джеку Ламберту, который помог Клиффу Бастину забить победный гол. Хотя ранее в матче Фелтон предотвратил гол, выбив удар Алекса Джеймса с линии, он был признан ответственным за поражение и больше никогда не играл за клуб. Почти сразу же его продали в «Тоттенхэм Хотспур» из Второго дивизиона. Всего Фелтон провёл за «Манчестер Сити» 83 матча.

### «Тоттенхэм Хотспур»
В «Тоттенхэме» он стал капитаном команды и в сезоне 1932/1933 пропустил только один матч, выведя клуб на второе место, отстав от «Сток Сити» на одно очко.
Вернувшись в Первый дивизион, Фелтон снова уступил свое место, на этот раз Фреду Чаннеллу, и в конце сезона 1933/1934 был внесён в трансферный список. За два года на «Уайт Харт Лейн» он сыграл в общей сложности 75 игр, забив один гол с пенальти 11 сентября 1933 года в ничейном матче против «Арсенала» (1:1).

### «Олтрингем»
«Хотспур» хотели получить за игрока 1000 фунтов стерлингов, но в итоге приняли предложение в размере 500 фунтов стерлингов от «Олтрингем» из Лиги графства Чешир. Фелтон дебютировал за клуб в матче Кубка Англии против «Тимперли Атлетик». Его сразу же назначили капитаном команды, и он помог «Олтрингему» занять второе место в Чеширской лиге на следующие два сезона.
На «Мосс Лейн» на протяжении своих пяти сезонов он зачастую был игроком основного состава. Редко получал травмы. Играя преимущественно на позиции левого защитника, он столь же комфортно чувствовал себя и на правом фланге. Ему удалось сделать хет-трик в победной игре против «Херста» (8:1), причём два гола были забиты с пенальти, а третий — со штрафного.
После финиша вторым в лиге в последовательных сезонах (1934/1935 и 1935/1936), Альтринчем начал бороться за финансовое выживание. Фелтон был назначен играющим тренером на свой последний сезон (1938/1939) перед тем, как завершить карьеру незадолго до своего 39-летия и начала Второй мировой войны. За пять сезонов на «Мосс Лейн» он сыграл в общей сложности 210 матчей и забил 17 голов.